# Вангели, Кристи
Кристи Вангели (алб. Kristi Vangjeli, греч. Κρίστι Βανγκέλι; 5 сентября 1985, Корча, Албания) — албанский футболист, защитник. Выступал в национальной сборной Албании.

## Карьера
Футболом начал заниматься в детской команде «Скендербеу» (Корча). Первый тренер — Бенин Бета. Воспитанник клуба «Агеос Георгиос» (Греция). С 2000 года выступал за «Арис» (Солоники, Греция). Провел за команду 106 матчей в чемпионате Греции, 14 — в еврокубках. Был капитаном «Ариса». В «Черноморце» — с августа 2011 года по январь 2014 года. 28 января 2014 года Греческий «Арис» объявил о приобретении албанского защитника Кристи Вангели. Контракт с 29-летним защитником подписан на полгода.
Кристи Вангели уже выступал в греческом «Арисе» с 2002 по 2011 год, после чего перебрался в одесский «Черноморец». В составе одесситов албанец за 2 сезона провел 28 матчей.
«Я счастлив снова вернуться в „Арис“. Я чувствую, что вернулся домой. Но сейчас время не для слов, а действии», — заявил игрок сборной Албании после подписания контракта.
В июне 2014 года подписал контракт с клубом «Скендербеу»

## Выступления за сборную
Цвета национальной сборной Албании защищал 35 раз.

## Достижения
- Финалист Кубка Украины (1): 2012/13
- Финалист Кубка Греции (4): 2002/03, 2004/05, 2005/06, 2009/10